# Erich Raeder
Erich Johann Albert Raeder (Hamburg, 1876. április 24. – Kiel, 1960. november 6.) a náci Németország haditengerészeti vezetője a II. világháború során. 1939-ben léptették elő nagyadmirálissá, háborús időben elsőként Alfred von Tirpitz óta. Ő vezette a Kriegsmarinét a háború első felében 1943 januárjáig, amikor is lefokozták, és helyét Karl Dönitz vette át. A nürnbergi perben életfogytiglani börtönbüntetésre ítélték, de 1955-ben szabadon bocsátották. 1960-ban bekövetkezett halála előtt megírta önéletrajzát.

## Élete
Raeder középosztálybeli családban született Hamburg Wandsbek városnegyedében, édesapja iskolaigazgató volt. 1894-ben belépett a császári haditengerészetbe, és gyorsan emelkedett a ranglétrán, 1912-ben már Franz Hipper vezérkari főnökeként szolgált. Ezen a poszton harcolta végig az I. világháborút, valamint részt vett a doggerbanki és a skagerraki csatákban. A háború után sem szakadt meg felemelkedése, 1922-ben ellentengernaggyá (Konteradmiral), 1925-ben altengernaggyá (Vizeadmiral) léptették elő. Admirálisi kinevezését 1928-ban szerezte meg, egyúttal a weimari köztársaság birodalmi haditengerészetének (Reichsmarine) főparancsnokává avanzsált.
Bár általánosságban véve nem rokonszenvezett az NSDAP náci párttal, szívvel-lélekkel támogatta Adolf Hitler törekvését a haditengerészet újjászervezésére és megerősítésére, ugyanakkor más kérdésekben hasonlóan heves ellenkezést tanúsított. 1936. április 20-án, pár nappal Raeder 60. születésnapja előtt Hitler vezéradmirálissá (Generaladmiral) nevezte ki. A haditengerészet megerősítése során Raeder folyamatosan összeütközésbe került Hermann Göringgel, aki a gazdaság erőforrásait a Luftwaffe részére kívánta igénybe venni.
Mindezek ellenére 1939-ben elnyerte a nagyadmirálisi (Großadmiral) címet, majd az év folyamán javasolta a Weserübung hadművelet, Dánia és Norvégia megtámadásának tervét, hogy Németország a Royal Air Force hatósugarán kívül eső védett kikötőkhöz jusson, valamint hogy közvetlen kijárattal rendelkezzen az Norvég-tengerre és ezáltal az Atlanti-óceánra. E hadműveleteket súlyos veszteségekkel bár, de sikeresen végrehajtották 1940 áprilisa és májusa folyamán.
Raeder nem támogatta a Seelöwe hadműveletet, a Brit-szigetek tervezett német lerohanását. Úgy látta, hogy a közvetlen stratégiai megközelítés jóval nagyobb sikerrel kecsegtet a tengeri hadviselés során, ezért a tengeralattjárók és a kisebb felszíni hajók számának növelését szorgalmazta. Ehhez a mediterrán térséget középpontba helyező stratégia, az észak-afrikai jelenlét, valamint Málta és a Közel-Kelet elfoglalásának terve párosult.
A Seelöwe elleni fellépéséhez hozzájárult, hogy kételkedett a La Manche-csatorna feletti német légi fölény kivívásának lehetőségében, ami előfeltétele volt annak, hogy megakadályozzák a brit flotta katasztrófával fenyegető ellentámadását az inváziós erőket szállító egységekkel szemben.
Miután a Luftwaffe elveszítette az angliai csatát a hadszíntér feletti légi fölény kivívásáért, a hadműveletet határozatlan időre elhalasztották. Helyette nekiláttak a Barbarossa hadművelet, a Szovjetunió megtámadását célzó terv kidolgozásának, amit Raeder úgyszintén ellenzett.
A felszíni flotta sorozatos kudarcai és a Karl Dönitz vezette tengeralattjáró-flottillák kimagasló sikerei miatt Raedert a haditengerészet felügyelő admirálisává (Admiralinspekteur) fokozták le 1943 januárjában, a főparancsnoki posztot Dönitz vette át. Raeder ugyanezen év májusában lemondott posztjáról és nyugdíjba vonult.
A háború után a nürnbergi per során „háborús uszítás” vádjával életfogytiglani börtönbüntetésre ítélték. A sokat bírált verdiktet később enyhítették, végül 1955. szeptember 26-án, megromlott egészségére tekintettel szabadon engedték. 1957-ben „Mein Leben” (Életem) címmel önéletrajzot írt. Kielben hunyt el 1960. november 6-án.